# Onthophilus thomomysi
Onthophilus thomomysi är en skalbaggsart som beskrevs av Helava 1978. Onthophilus thomomysi ingår i släktet Onthophilus och familjen stumpbaggar. Inga underarter finns listade i Catalogue of Life.